# Ballykissangel
Ballykissangel – brytyjski serial komediowy wyprodukowany przez BBC.
Jego światowa premiera odbyła się 11 lutego 1996 roku na kanale BBC One. Ostatni odcinek został wyemitowany 15 kwietnia 2001 roku. W Polsce serial nadawany był dawniej na kanale TVP2.

## Obsada
- Niall Toibin jako ojciec Frank MacAnally
- Stephen Tompkinson jako ojciec Peter Clifford (I-III seria)
- Don Wycherley jako ojciec Aidan O’Connell (IV-V seria)
- Robert Taylor jako ojciec Vincent Sheahan (VI seria)
- Dervla Kirwan jako Assumpta Fitzgerald (I-III seria)
- Tina Kellegher jako Niamh Dillon
- Victoria Smurfit jako Orla O’Connell (IV-V seria)
- Marion O’Dwyer jako Oonagh Dooley (V-VI seria)
- Peter Hanly jako Ambrose Egan (I-V seria)
- Catherine Cusack jako Frankie Sullivan (V-VI seria)

i inni